# Laareind

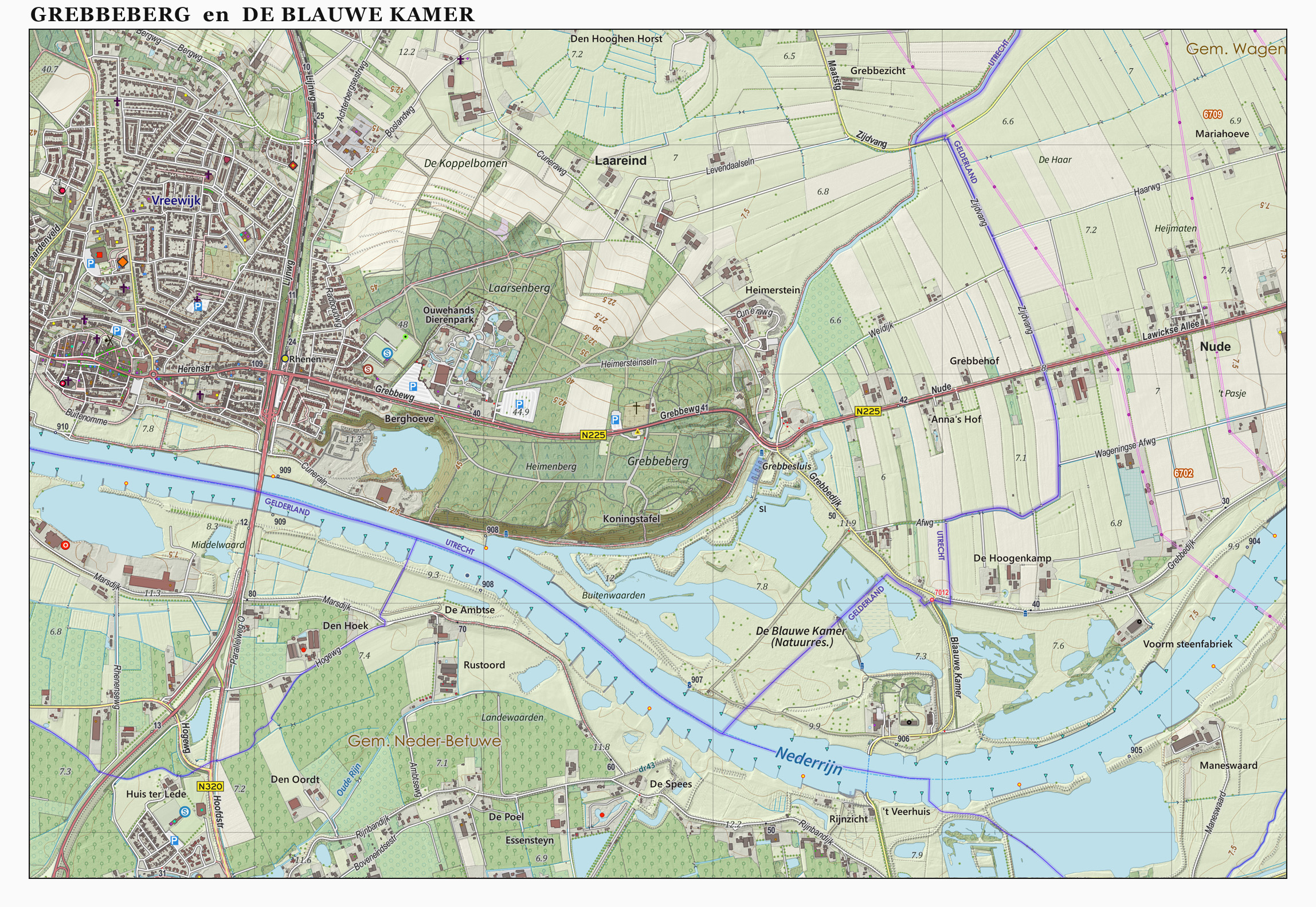
Der Grebbeberg und Laareind

Laareind ist eine Bauerschaft in der niederländischen Gemeinde Rhenen, Provinz Utrecht. 
Es liegt nördlich vom Grebbeberg.
Laareind ist der östlichste Ort Utrechts.